# Landstingsvalget i Grønland 2005
Landstingsvalget i Grønland 2005 blev afholdt over hele Grønland den 15. november 2005, og der blev valgt 31 repræsentanter til Grønlands Landsting for perioden 2005–2009. Den siddende landsstyreformand Hans Enoksen (S) etablerede et samarbejde med Inuit Ataqatigiit (IA) og Atassut (A) under sloganet Fælles ansvar og samarbejde.

## Resultat
| Partier                                | Partier                                | Stemmer | Stemmer | Procent | Procent | Mandater | Mandater |
| Partier                                | Partier                                | 2005    | +/−     | 2005    | +/−     | 2005     | +/−      |
| -------------------------------------- | -------------------------------------- | ------- | ------- | ------- | ------- | -------- | -------- |
|                                        | Siumut (Fremad)                        | 8 855   | +704    | 30,7    | +2,2    | 10       | ±0       |
|                                        | Demokraterne (Demokratene)             | 6 596   | +2 037  | 22,8    | +6,9    | 7        | +2       |
|                                        | Inuit Ataqatigiit (Inuittisk samhold)  | 6 517   | −726    | 22,6    | −2,7    | 7        | −1       |
|                                        | Atassut (Samhørighed)                  | 5 527   | −318    | 19,1    | −1,1    | 6        | −1       |
|                                        | Kattusseqatigiit (Kandidatforbundet)   | 1 170   | −340    | 4,1     | −1,2    | 1        | ±0       |
|                                        | Andre                                  | 216     | −470    | 0,8     | −4,0    | 0        | ±0       |
| Totalt (valgdeltagelse 74,9 %, +0,3 %) | Totalt (valgdeltagelse 74,9 %, +0,3 %) |         |         | 100,0   |         | 31       |          |

### Personlige stemmer (top 10)
- Per Berthelsen - 2.876 stemmer - Nuuk
- Hans Enoksen - 2.227 stemmer - Kullorsuaq
- Josef Motzfeldt - 1.629 stemmer
- Finn Karlsen - 1.133 stemmer - Nuuk
- Ellen Christoffersen - 905 stemmer
- Asii Chemnitz Narup - 838 stemmer
- Kuupik Kleist - 835 stemmer - Nuuk
- Doris Jakobsen - 742 stemmer - Nuuk
- Lars-Emil Johansen - 701 stemmer - Nuuk

Kilde: qinersineq.gl (Webside ikke længere tilgængelig) Valgresultater